# محمد حياوي
محمد حياوي (1965- 12 فبراير 2024) كاتب وفنان تشكيلي عراقي.

## حياته ونشأته ومسيرته
- ولد في الناصرية عام 1965[5]، وتخرج من معهد الإدارة الرصافة عام 1984[6]، وعمل محررا في مجال الصحافة بالقسم الثقافي لجريدة الجمهورية[7]، كما عمل أيضا سكرتير تحرير.[8]
- غادر الأردن إلى هولندا عام 1996، وأقام فيها لاجئ سياسيا[9]، ودرس اللغة الهولندية[10]، ثم التصميم الطباعي والغرافيك[11]، ونال الدبلوم العالي والماجستير في البنية المعمارية للحرف اللاتيني.[12]
- غادر العراق في 1992، واستقر في الأردن بين عامي 1992 و1995، وعمل فيها في مجال الصحافة.[13]
- كان حياوي من بين أبرز الفنانين التشكيليين في العراق[14]، وترك بصمة كبيرة في المشهد الفني العراقي.[15]
- كانت لحياوي إسهامات مهمة في تطوير الفن التشكيلي والأدبي في العراق.[16]
- كان نشاطه الفني متنوعاً[17]، حيث أخرج العديد من الروايات والأعمال الأدبية التي حققت شهرة واسعة في البلاد.[18]

## مؤلفاته
- أصدر حياوي روايته الأولى ثغور الماء في 1983 وفازت روايته فاطمة الخضراء بجائزة أفضل رواية عراقية عام 1985 ولكنها مُنعت من النشر.[19]
- نشر مجموعته القصصية الأولى غرفة مضاءة لفاطمة في 1986 ونُشرت عن دار الشؤون الثقافية ببغداد.[20]
- صدرت له سلسلة ألف ليلة وليلة للأطفال في 1990 عن دار أور.[21]
- ترجمت مجموعته القصصية غرفة مضاءة لفاطمة إلى الإنجليزية بعنوان (a Lightened Room for Fatimah) في 1996، ونشرت في إسبانيا.[22]
- أصدر روايتاه الثالثة خان الشابندر في 2015[23]، والرابعة بيت السودان في 2017 عن دار الآداب.[24]
- صدرت مجموعته القصصية طائر يشبه السمكة[25]، وروايته الخامسة سيرة الفراشة في العام 2018 عن دار شهريار في البصرة.[26]

## جوائز
- فازت قصة الكائن الغريب بجائزة القِصَّة القصيرة للعام 1982.[27]
- فازت رواية فاطمة الخضراء بأفضل رواية عراقية في العام 1985[28] ومنعت من النشر لادانتها الحرب.[29]
- فازت رواية طواف مُتَّصِل بجائزة الرواية العراقية ونشرت في العام 1988 عن دار الشؤون الثقافية ببغداد.[30]
- شارك في أعمال مؤتمر القِصَّة الأوّل في العام 1985 في أربيل وقدّم بحثاً عن تأثير الحرب العراقية الإيرانية على مضامين وأساليب القِصَّة القصيرة في العراق.[31]
- حضر أعمال مؤتمر القصة العراقية الثاني في لندن في العام 1997 وقدّم بحثاً عن الوسيط الحكائي والبديل الخيالي في ألف ليلة وليلة.[32]

## وفاته
توفي الفنان التشكيلي العراقي محمد حياوي في 12 فبراير 2024 عن عمر يناهز 59 عاماً بعد صراع مع مرض عضال، ونعته نقابة الفنانين العراقيين.